# Cantó de Ducey
El cantó de Ducey és un cantó francès del departament de la Manche, situat al districte d'Avranches. Té 12 municipis i el cap es Ducey.

## Municipis
- Céaux
- Les Chéris
- Courtils
- Crollon
- Ducey
- Juilley
- Marcilly
- Le Mesnil-Ozenne
- Poilley
- Précey
- Saint-Ovin (part)
- Saint-Quentin-sur-le-Homme

## Història
| Data d'elecció                           | Identitat             | Partit                     | Qualitat |
| ---------------------------------------- | --------------------- | -------------------------- | -------- |
| 1945-1951                                | René Tizon            | Divers droite              |          |
| 1951-1994                                | Jean-Pierre Tizon     | RI, després UDF            |          |
| 1994-                                    | Henri-Jacques Dewitte | UDF, després Divers droite |          |
| les dades anteriors no són pas conegudes |                       |                            |          |
|                                          |                       |                            |          |

## Demografia
| A partir de 1990: Població sense dobles comptes |